# Mademoiselle Archambault
 (février 2022).
Pour les articles homonymes, voir Archambault (homonymie).
Mademoiselle Archambault est une femme de lettres française née à Laval vers 1724 et morte après 1750, elle s'est fait l'avocate des dames dans 2 plaidoyers, dont un seulement a été imprimé.

## Biographie
L'abbé Angot n'ose dire qu'elle soit née à Laval, car son père y était receveur des domaines du roi et les fonctionnaires de cette administration étaient souvent des étrangers.
Il est vrai pourtant que M. Archambault signe le 7 février 1731, sans doute comme secrétaire de la famille...
Le premier opuscule de Mlle Archambault parut d'abord dans le Mercure de France, puis fut publié à Paris en 1750 chez la veuve Pissot et J. Bullot, sous le titre Dissertation sur cette question : Lequel de l'homme ou de la femme est le plus capable de constance ? ou la Cause des dames soutenue par Mademoiselle Archambault, de Laval, contre MM. L. L. R.. L'abbé Angot ignore le nom du contradicteur dont les initiales sont données dans ce titre.
La Cause des dames s'appuie sur des arguments et des exemples historiques. On devine facilement ce que cette thèse peut comporter. L'auteur s'acquitte de sa tâche sans sortir du banal et du convenu. Le second plaidoyer conservé en manuscrit à la bibliothèque de Laval roule sur la question : La femme peut-elle aller de pair avec l'homme, tant pour la force que pour la solidité d'esprit aussi bien que pour les qualités du cœur ? Réponse de Mlle Archambault, fille de M. Archambault receveur des domaines du roy à Laval.Débora, la mère des Macchabées, la fille de Jephté, Judith, Amalasonte, fille de Théodoric le Grand, les Vestales, les Amazones, sont pour Mlle Archambault les garantes de la supériorité des femmes[réf. nécessaire]. La cause reste ouverte car on peut opposer exemples à exemples. La copie de cette dissertation est adressée à Mlle Courte de la Noirie ; elle a été imprimée dans le Bibliophile du Maine (juillet et août 1897).
L'avocate des dames était peut-être mariée en 1772. Du moins, M. Louis-Vincent de Poitou, écuyer, ancien officier au régiment des grenadiers royaux, et Madeleine Archambault, sa femme souriennent un procès[pas clair] à Mayenne, à cette époque.

## Pour approfondir